# Боджолян, Дзагик Амбарцумовна
Дзагик Амбарцумовна Боджолян (1908 год, село Гумиста, Сухумский округ, Кутаисская губерния, Российская империя — неизвестно, село Гумиста, Сухумский район, Абхазская АССР, Грузинская ССР) — звеньевая колхоза имени Руставели Сухумского района, Абхазская АССР, Грузинская ССР. Герой Социалистического Труда (1950).

## Биография
Родилась в 1908 году в крестьянской семье в селе Гумиста Сухумского округа.
С раннего возраста трудилась в сельском хозяйстве. В послевоенное время возглавляла табаководческое звено в колхозе имени Руставели Сухумского района с центром в селе Гумиста.
В 1949 году звено под её руководством собрало в среднем с каждого гектара по 21,1 центнера табачного листа сорта «Самсун № 27» с площади в 4,6 гектаров. Указом Президиума Верховного Совета СССР от 6 октября 1950 года удостоена звания Героя Социалистического Труда за «получение высоких урожаев табака в 1949 году» с вручением ордена Ленина и золотой медали «Серп и Молот» (№ 5601).
Этим же указом званием Героя Социалистического Труда были награждены председатель Романоз Данилович Джобава, труженики колхоза бригадиры Арут Киракосович Аведисян, Шота Фёдорович Джиджелава, Ованес Саакович Капикян, звеньевые Леван Спиридонович Джиджелава, Аревалус Давидовна Салуквадзе и Зварт Киракосовна Устьян.
После выхода на пенсию проживал в родном селе Гумиста. Дата смерти не установлена.